# Цунда
Цу́нда (Цундис-Тба; груз. წუნდის ტბა, წუნდა) — небольшое озеро в Грузии, Аспиндзском муниципалитете. Расположено на правом берегу реки Куры, на высоте 1231,7 м над уровнем моря. Площадь зеркала составляет 0,034 км², средняя глубина — 6,6 м, максимальная достигает 10,8 м. Площадь бассейна 1,8 км².
Котловина озеро возникла в результате оползания на западной периферии Ахалкалакского лавового плато в ущелье реки Куры.
Питание подземное, снеговое и дождевое. Озеро бессточное. Вода пресная. Имеет подземный сток. Не замерзает. На берегу озера находится село Накалакеви, рядом средневековая крепость Тмогви.
Озеро Цунда известна медицинскими пиявками, которых с давних времен использовали в качестве лечения.
Озеро является местом обитания некоторых видов птиц (кряквы, гуси, лысухи и т. д.). Около озера произрастает растения.
По приданию, царица Тамара прибивала на озере Цунда и рисовалась там, из за чего, Цунду прозвали «Тамарис сарке», то есть, «зеркала Тамари».